# 白井省三
白井 省三（しらい しょうぞう、1950年4月27日 - ）は、日本の実業家。ティップネス代表取締役社長、日本フィットネス産業協会副会長を経て、初代サントリー食品代表取締役社長などを務めた。

## 人物・経歴
東京都出身。1974年一橋大学経済学部卒業、サントリー入社。1987年からティップネスに出向し、1989年から同社代表取締役社長を務め、日本フィットネス産業協会副会長も務めた。2003年サントリー外食・開発カンパニー長。2005年同社取締役調達開発部長
。2008年サントリーフーズ代表取締役社長。
2009年、ホールディングス化したサントリーホールディングスで清涼飲料事業を担う、サントリー食品の初代代表取締役社長に就任。2011年サントリー（中国）ホールディングス董事長。2014年サントリーホールディングス監査役、サントリーウエルネス監査役、サントリービジネスエキスパート監査役。2015年サントリースピリッツ監査役。